# Campionati del mondo di ciclismo su strada 2022 - Gara in linea femminile Under-23
La gara in linea femminile Under-23 dei Campionati del mondo di ciclismo su strada 2022 si è svolta il 24 settembre 2022 su un percorso di 164,3 km, con partenza da Helensburgh e arrivo da Wollongong, nel Nuovo Galles del Sud, in Australia. Non fu una gara separata ma il titolo venne assegnato sulla base della classifica finale della gara in linea della categoria Elite. La neozelandese Niamh Fisher-Black, piazzatasi dodicesima, ha vinto il titolo iridato davanti alla britannica Pfeiffer Georgi e alla tedesca Ricarda Bauernfeind, rispettivamente 16ª e 20ª nella classifica generale.
Sul traguardo di Wollongong 18 delle 36 eleggibili per la classifica Under 23 portarono a termine la competizione.

## Squadre e corridori partecipanti
Il numero di partecipanti per paese è determinato da criteri stabiliti dall'Unione Ciclistica Internazionale (UCI), che tiene conto del ranking mondiale UCI per paese.
| N.          | Cod. | Squadra       |
| ----------- | ---- | ------------- |
| 6,8         | ITA  | Italia        |
| 18          | NLD  | Paesi Bassi   |
| 23,25       | FRA  | Francia       |
| 27          | BEL  | Belgio        |
| 42          | DEN  | Danimarca     |
| 44,47       | POL  | Polonia       |
| 56,60       | DEU  | Germania      |
| 63          | ESP  | Spagna        |
| 72          | CHE  | Svizzera      |
| 73,75,77,78 | GBR  | Gran Bretagna |
| 83,84,86    | NZL  | Nuova Zelanda |
| 89,91       | CAN  | Canada        |
| 93,95       | SWE  | Svezia        |

| N.      | Cod. | Squadra             |
| ------- | ---- | ------------------- |
| 101,104 | NOR  | Norvegia            |
| 107     | UZB  | Uzbekistan          |
| 116     | LUX  | Lussemburgo         |
| 117     | ERI  | Eritrea             |
| 119-120 | UKR  | Ucraina             |
| 121     | BRA  | Brasile             |
| 125     | SVK  | Slovacchia          |
| 127     | DZA  | Algeria             |
| 128     | RWA  | Ruanda              |
| 130     | UAE  | Emirati Arabi Uniti |

## Classifica (Top 10)
| Pos. | Corridore           | Squadra       | Tempo    |
| ---- | ------------------- | ------------- | -------- |
| 1    | Niamh Fisher-Black  | Nuova Zelanda | 4h24'26" |
| 2    | Pfeiffer Georgi     | Gran Bretagna | a 12"    |
| 3    | Ricarda Bauernfeind | Germania      | s.t.     |
| 4    | Simone Boilard      | Canada        | s.t.     |
| 5    | Anna Shackley       | Gran Bretagna | s.t.     |
| 6    | Silvia Zanardi      | Italia        | a 4'56"  |
| 7    | Noemi Rüegg         | Svizzera      | s.t.     |
| 8    | Julie De Wilde      | Belgio        | s.t.     |
| 9    | Mari Hole Mohr      | Norvegia      | s.t.     |
| 10   | Ella Wyllie         | Nuova Zelanda | s.t.     |